# Eltis
Eltis (voluit European Local Transport Information Service) is een online informatieportaal, een initiatief van het directoraat-generaal Energie en Vervoer van de Europese Commissie. De ELTIS website maakt het mogelijk om informatie en ervaring uit te wisselen op het gebied van verkeer en mobiliteit. Dit platform werd ontworpen voor iedereen die bezig is met het verbeteren van mobiliteit, transportefficiëntie, verkeersveiligheid, de beperking van nadelige effecten van verkeer op ons milieu.

## Nieuws
De sectie ‘NEWS’ biedt een regelmatige bron van informatie over lokaal, regionaal, nationaal en Europees mobiliteitsnieuws. Ook Nederlandse en Vlaamse initiatieven komen frequent aan bod. Het nieuws bevat 3 groepen:
1. Initiatieven uit Europa,
2. EU projectnieuws,
3. EU beleid en initiatieven.

## Events
De sectie ‘EVENTS’ geeft een overzicht van aankomende conferenties, seminaries, workshops met betrekking tot mobiliteit, die op een internationaal gezelschap mikken en die relevant kunnen zijn om ideeën uit te wisselen en/of kennis bij te schaven.

## Gevalsstudies
De ‘case studies’ geven feiten en illustraties over concrete projecten en situaties in Europa, met een ruime variatie aan thema’s zoals
- Fietsen
- Intermodaliteit
- Milieuvriendelijke voertuigen
- Openbaar vervoer
- Verkeersmanagement
- Verkeersveiligheid

Via de zoekfunctie kan je zoeken via deze thema’s, maar evenzeer via trefwoorden, landen of vrije zoektermen.
De database geeft behalve de eigen ELTIS-praktijkvoorbeelden ook toegang tot die van de CIVITAS (cleaner and better transport in cities) en EPOMM (European Platform on Mobility Management).